# فيلانوفا موندوفي
فيلانوفا موندوفي هي بلدية في مقاطعة كونيو في المنطقة الإيطالية بيدمونت، وتقع على بعد نحو 96 كيلومتر (60 ميل) جنوب تورينو ونحو 20 كيلومتر (12 ميل) شرق كونيو. في 31 ديسمبر 2004، كان عدد سكانها 5،506 نسمة ومساحتها 28.4 كيلومتر مربع (11.0 ميل2).
تقع فيلانوفا موندوفي على حدود البلديات التالية: تشيوسا دي بيسيو، فرابوزا سوتانا، موناستيرو دي فاسكو، موندوفي، بيانفي، روكافورتي، روكافورتي موندوفي.
من بين المعالم السياحية كنيسة كونتراتيرنتي أوف هولي كروس التي صممها برناردو فيتوني.